# Tangela Smith
Tangela Nicole Smith (Chicago, 1 de abril de 1977) es una exbaloncestista estadounidense que participó en la Women's National Basketball Association (WNBA) donde ocupaba la posición de alero y centro.
Fue reclutada por los Sacramento Monarchs en la 12° posición de la primera ronda del Draft de la WNBA de 1998, y militó tanto en los Sacramento Monarchs (1998–2004) como en los Charlotte Sting (2005–2006), Phoenix Mercury (2007–2010), Indiana Fever (2011) y San Antonio Stars (2012). Formó parte del All-Star Game de la WNBA en 2006.

## Estadísticas

### Totales
| Año                                                                                              | Equipo | J   | JI  | MJ    | TC   | ITC  | TC%  | 3P  | 3PA | 3P%  | 2P   | 2PA  | 2P%  | TL  | ITL | TL%   | RBO | RBD  | RBT  | AST | STL | BLK | TOV | PF   | PTS  |
| ------------------------------------------------------------------------------------------------ | ------ | --- | --- | ----- | ---- | ---- | ---- | --- | --- | ---- | ---- | ---- | ---- | --- | --- | ----- | --- | ---- | ---- | --- | --- | --- | --- | ---- | ---- |
| 1998                                                                                             | SAC    | 28  | 10  | 707   | 113  | 279  | .405 | 5   | 14  | .357 | 108  | 265  | .408 | 40  | 54  | .741  | 45  | 84   | 129  | 31  | 17  | 46  | 46  | 78   | 271  |
| 1999                                                                                             | SAC    | 31  | 3   | 632   | 104  | 235  | .443 | 1   | 2   | .500 | 103  | 233  | .442 | 47  | 72  | .653  | 46  | 73   | 119  | 17  | 26  | 38  | 38  | 72   | 256  |
| 2000                                                                                             | SAC    | 32  | 32  | 925   | 176  | 371  | .474 | 0   | 0   |      | 176  | 371  | .474 | 36  | 46  | .783  | 61  | 117  | 178  | 43  | 30  | 64  | 60  | 107  | 388  |
| 2001                                                                                             | SAC    | 32  | 32  | 912   | 148  | 352  | .420 | 0   | 2   | .000 | 148  | 350  | .423 | 62  | 85  | .729  | 48  | 131  | 179  | 41  | 34  | 55  | 66  | 106  | 358  |
| 2002                                                                                             | SAC    | 32  | 32  | 1063  | 184  | 435  | .423 | 15  | 42  | .357 | 169  | 393  | .430 | 86  | 101 | .851  | 56  | 132  | 188  | 40  | 27  | 46  | 59  | 126  | 469  |
| 2003                                                                                             | SAC    | 34  | 34  | 986   | 188  | 427  | .440 | 13  | 49  | .265 | 175  | 378  | .463 | 41  | 58  | .707  | 61  | 126  | 187  | 52  | 43  | 32  | 56  | 103  | 430  |
| 2004                                                                                             | SAC    | 34  | 33  | 908   | 165  | 401  | .411 | 5   | 29  | .172 | 160  | 372  | .430 | 45  | 56  | .804  | 46  | 92   | 138  | 50  | 38  | 25  | 53  | 86   | 380  |
| 2005                                                                                             | CHA    | 31  | 31  | 1063  | 169  | 405  | .417 | 0   | 7   | .000 | 169  | 398  | .425 | 83  | 104 | .798  | 45  | 117  | 162  | 41  | 51  | 32  | 84  | 105  | 421  |
| 2006 ★                                                                                           | CHA    | 34  | 34  | 972   | 178  | 423  | .421 | 31  | 85  | .365 | 147  | 338  | .435 | 58  | 78  | .744  | 48  | 132  | 180  | 50  | 41  | 29  | 70  | 100  | 445  |
| 2007                                                                                             | PHO    | 34  | 34  | 1072  | 165  | 399  | .414 | 20  | 61  | .328 | 145  | 338  | .429 | 78  | 99  | .788  | 54  | 166  | 220  | 44  | 40  | 56  | 56  | 101  | 428  |
| 2008                                                                                             | PHO    | 25  | 25  | 722   | 111  | 266  | .417 | 16  | 46  | .348 | 95   | 220  | .432 | 39  | 45  | .867  | 50  | 126  | 176  | 28  | 28  | 29  | 41  | 98   | 277  |
| 2009                                                                                             | PHO    | 34  | 34  | 920   | 137  | 304  | .451 | 42  | 93  | .452 | 95   | 211  | .450 | 20  | 23  | .870  | 35  | 148  | 183  | 27  | 34  | 57  | 37  | 107  | 336  |
| 2010                                                                                             | PHO    | 34  | 34  | 992   | 118  | 299  | .395 | 51  | 147 | .347 | 67   | 152  | .441 | 27  | 36  | .750  | 33  | 144  | 177  | 30  | 23  | 29  | 37  | 116  | 314  |
| 2011                                                                                             | IND    | 33  | 32  | 711   | 88   | 237  | .371 | 32  | 94  | .340 | 56   | 143  | .392 | 30  | 34  | .882  | 27  | 75   | 102  | 49  | 22  | 16  | 42  | 80   | 238  |
| 2012                                                                                             | SAS    | 15  | 0   | 150   | 15   | 36   | .417 | 4   | 14  | .286 | 11   | 22   | .500 | 3   | 3   | 1.000 | 3   | 14   | 17   | 13  | 2   | 3   | 7   | 12   | 37   |
| Carrera                                                                                          |        | 463 | 400 | 12735 | 2059 | 4869 | .423 | 235 | 685 | .343 | 1824 | 4184 | .436 | 695 | 894 | .777  | 658 | 1677 | 2335 | 556 | 456 | 557 | 752 | 1397 | 5048 |
| Notas: J=Juegos; JI=Juegos iniciales; MJ=Minutos jugados; ITC=Intentos de TC; ITL=Intentos de TL |        |     |     |       |      |      |      |     |     |      |      |      |      |     |     |       |     |      |      |     |     |     |     |      |      |

### Por juego
| Año                                                                                              | Equipo | J   | JI  | MJ   | TC  | ITC  | TC%  | 3P  | 3PA | 3P%  | 2P  | 2PA  | 2P%  | TL  | ITL | TL%   | RBO | RBD | RBT | AST | STL | BLK | TOV | PF  | PTS  |
| ------------------------------------------------------------------------------------------------ | ------ | --- | --- | ---- | --- | ---- | ---- | --- | --- | ---- | --- | ---- | ---- | --- | --- | ----- | --- | --- | --- | --- | --- | --- | --- | --- | ---- |
| 1998                                                                                             | SAC    | 28  | 10  | 25.3 | 4.0 | 10.0 | .405 | 0.2 | 0.5 | .357 | 3.9 | 9.5  | .408 | 1.4 | 1.9 | .741  | 1.6 | 3.0 | 4.6 | 1.1 | 0.6 | 1.6 | 1.6 | 2.8 | 9.7  |
| 1999                                                                                             | SAC    | 31  | 3   | 20.4 | 3.4 | 7.6  | .443 | 0.0 | 0.1 | .500 | 3.3 | 7.5  | .442 | 1.5 | 2.3 | .653  | 1.5 | 2.4 | 3.8 | 0.5 | 0.8 | 1.2 | 1.2 | 2.3 | 8.3  |
| 2000                                                                                             | SAC    | 32  | 32  | 28.9 | 5.5 | 11.6 | .474 | 0.0 | 0.0 |      | 5.5 | 11.6 | .474 | 1.1 | 1.4 | .783  | 1.9 | 3.7 | 5.6 | 1.3 | 0.9 | 2.0 | 1.9 | 3.3 | 12.1 |
| 2001                                                                                             | SAC    | 32  | 32  | 28.5 | 4.6 | 11.0 | .420 | 0.0 | 0.1 | .000 | 4.6 | 10.9 | .423 | 1.9 | 2.7 | .729  | 1.5 | 4.1 | 5.6 | 1.3 | 1.1 | 1.7 | 2.1 | 3.3 | 11.2 |
| 2002                                                                                             | SAC    | 32  | 32  | 33.2 | 5.8 | 13.6 | .423 | 0.5 | 1.3 | .357 | 5.3 | 12.3 | .430 | 2.7 | 3.2 | .851  | 1.8 | 4.1 | 5.9 | 1.3 | 0.8 | 1.4 | 1.8 | 3.9 | 14.7 |
| 2003                                                                                             | SAC    | 34  | 34  | 29.0 | 5.5 | 12.6 | .440 | 0.4 | 1.4 | .265 | 5.1 | 11.1 | .463 | 1.2 | 1.7 | .707  | 1.8 | 3.7 | 5.5 | 1.5 | 1.3 | 0.9 | 1.6 | 3.0 | 12.6 |
| 2004                                                                                             | SAC    | 34  | 33  | 26.7 | 4.9 | 11.8 | .411 | 0.1 | 0.9 | .172 | 4.7 | 10.9 | .430 | 1.3 | 1.6 | .804  | 1.4 | 2.7 | 4.1 | 1.5 | 1.1 | 0.7 | 1.6 | 2.5 | 11.2 |
| 2005                                                                                             | CHA    | 31  | 31  | 34.3 | 5.5 | 13.1 | .417 | 0.0 | 0.2 | .000 | 5.5 | 12.8 | .425 | 2.7 | 3.4 | .798  | 1.5 | 3.8 | 5.2 | 1.3 | 1.6 | 1.0 | 2.7 | 3.4 | 13.6 |
| 2006                                                                                             | CHA    | 34  | 34  | 28.6 | 5.2 | 12.4 | .421 | 0.9 | 2.5 | .365 | 4.3 | 9.9  | .435 | 1.7 | 2.3 | .744  | 1.4 | 3.9 | 5.3 | 1.5 | 1.2 | 0.9 | 2.1 | 2.9 | 13.1 |
| 2007                                                                                             | PHO    | 34  | 34  | 31.5 | 4.9 | 11.7 | .414 | 0.6 | 1.8 | .328 | 4.3 | 9.9  | .429 | 2.3 | 2.9 | .788  | 1.6 | 4.9 | 6.5 | 1.3 | 1.2 | 1.6 | 1.6 | 3.0 | 12.6 |
| 2008                                                                                             | PHO    | 25  | 25  | 28.9 | 4.4 | 10.6 | .417 | 0.6 | 1.8 | .348 | 3.8 | 8.8  | .432 | 1.6 | 1.8 | .867  | 2.0 | 5.0 | 7.0 | 1.1 | 1.1 | 1.2 | 1.6 | 3.9 | 11.1 |
| 2009                                                                                             | PHO    | 34  | 34  | 27.1 | 4.0 | 8.9  | .451 | 1.2 | 2.7 | .452 | 2.8 | 6.2  | .450 | 0.6 | 0.7 | .870  | 1.0 | 4.4 | 5.4 | 0.8 | 1.0 | 1.7 | 1.1 | 3.1 | 9.9  |
| 2010                                                                                             | PHO    | 34  | 34  | 29.2 | 3.5 | 8.8  | .395 | 1.5 | 4.3 | .347 | 2.0 | 4.5  | .441 | 0.8 | 1.1 | .750  | 1.0 | 4.2 | 5.2 | 0.9 | 0.7 | 0.9 | 1.1 | 3.4 | 9.2  |
| 2011                                                                                             | IND    | 33  | 32  | 21.5 | 2.7 | 7.2  | .371 | 1.0 | 2.8 | .340 | 1.7 | 4.3  | .392 | 0.9 | 1.0 | .882  | 0.8 | 2.3 | 3.1 | 1.5 | 0.7 | 0.5 | 1.3 | 2.4 | 7.2  |
| 2012                                                                                             | SAS    | 15  | 0   | 10.0 | 1.0 | 2.4  | .417 | 0.3 | 0.9 | .286 | 0.7 | 1.5  | .500 | 0.2 | 0.2 | 1.000 | 0.2 | 0.9 | 1.1 | 0.9 | 0.1 | 0.2 | 0.5 | 0.8 | 2.5  |
| Carrera                                                                                          |        | 463 | 400 | 27.5 | 4.4 | 10.5 | .423 | 0.5 | 1.5 | .343 | 3.9 | 9.0  | .436 | 1.5 | 1.9 | .777  | 1.4 | 3.6 | 5.0 | 1.2 | 1.0 | 1.2 | 1.6 | 3.0 | 10.9 |
| Notas: J=Juegos; JI=Juegos iniciales; MJ=Minutos jugados; ITC=Intentos de TC; ITL=Intentos de TL |        |     |     |      |     |      |      |     |     |      |     |      |      |     |     |       |     |     |     |     |     |     |     |     |      |